# زي تقليدي

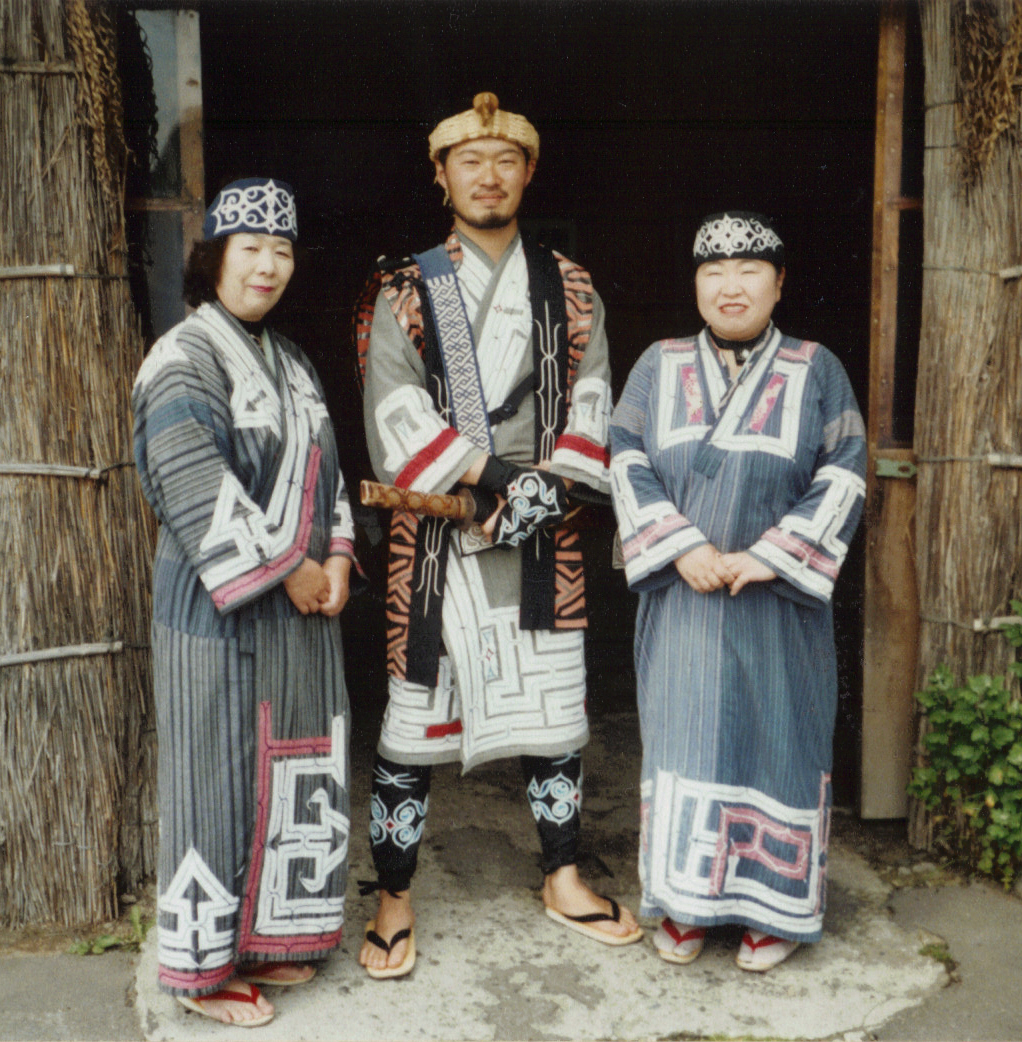
زي وطني لشعب أينو الياباني

الزي التقليدي (يعرف أيضا بالزي الوطني أو الشعبي) هو زي يعبر عن هوية منطقة جغرافية معينة أو فترة زمنية ما. كما يمكن أن يكون تعبيرا عن مكانة اجتماعية أو وضع اجتماعي أو ديني. عادة ما يتكون الزي من طقمين: طقم للمناسبات اليومية، وأخر يستخدم للاحتفالات والرسميات.
في المناطق التي تستخدم الملابس الغربية للاستخدام العام، يتم استخدام الأزياء الشعبية في المناسبات الخاصة والاحتفالات، خاصة تلك المرتبطة بالعادات والتقاليد أو الزفاف.

## تأثير العولمة على الملابس التقليدية
مع ظهور العولمة، أصبحت الملابس الغربية، مثل الجينز والقمصان، هي الخيار الأول، والذي أدى إلى اندثار أو تهميش الملابس التقليدية. وبالرغم من أن العولمة قد تقدم مزيدًا من التنوع، إلا أنها قد تؤدي إلى الابتعاد عن الهوية الثقافية المترسخة في الملابس التقليدية.

## التحديات والانتقادات
تُعد الملابس التقليدية جزءًا مهمًا من الهوية الثقافية لشعوب مختلفة حول العالم، وتُستخدم للتعبير عن التراث الثقافي، الدين، والطبقات الاجتماعية. ومع ذلك، رغم قيمتها التاريخية والثقافية، تواجه الملابس التقليدية عددًا من التحديات والانتقادات في العصر الحديث، أبرزها:
- التعبير الشخصي: الملابس التقليدية غالبًا ما تُلتزم بقواعد صارمة في التصميم، مثل استخدام أنماط وألوان محددة لا تسمح للأفراد بالتعبير عن هويتهم الشخصية. هذا يمكن أن يؤدي إلى تقييد حرية الإبداع خاصة بين الشباب الذين قد يشعرون بالحاجة إلى التعبير عن أنفسهم من خلال الأزياء الحديثة.[5]
- الانتقادات الاجتماعية: في بعض الحالات، قد تتحول هذه الملابس إلى رمز للطبقية، والذي يساهم في تعزيز الفوارق الاجتماعية بين الطبقات المختلفة.[6]
- التأثير البيئي: بعض الملابس التقليدية مصنوعة من أقمشة فاخرة مثل الحرير أو الصوف التي تتطلب موارد طبيعية كبيرة للإنتاج. كما أن عملية تصنيع الملابس التقليدية قد تكون غير مستدامة بيئيًا وتسبب مشاكل في التلوث أو الاستهلاك المفرط للموارد.[7]
- التحديات العملية: في بعض الأحيان تكون الملابس التقليدية غير عملية في الظروف اليومية. والذي يخلق تحديات عملية مثل صعوبة الحركة أو الراحة في الحياة اليومية.[8]